# Спектр-РГ
Спектр-РГ — російсько-німецька орбітальна астрофізична обсерваторія, яка призначена для вивчення Всесвіту в рентгенівському діапазоні (0,3—30 кілоЕлектронвольт). Обсерваторія розміщена в точці Лагранжа L2 системи Сонце-Земля. 
На космічному апараті встановлено два телескопи: німецький eROSITA і російський ART-XC.
На відміну від існуючих рентгенівських космічних телескопів, поле зору яких дуже обмежено, Спектр-РГ був спроможний зробити повний огляд неба з рекордною чутливістю.
Це друга з чотирьох обсерваторій «Спектр» (перша — Радіоастрон, запущена 18 липня 2011 року), будуються дві інші — Спектр-УФ, Спектр-М («Міліметрон»). Запуск Спектр-РГ було здійснено 13 липня 2019 року з космодрому Байконур.
26 лютого 2022 року після вторгнення Росії до України німецькі дослідники припинили співробітництво й перевели свій телескоп eROSITA в режим сну.

## Обладнання
Обсерваторія оснащена двома телескопами:
- eROSITA (німецького виробництва) — діапазон м'якого рентгенівського випромінювання (0,3–8 кеВ);
- ART-XC (англ. Astronomical Roentgen Telescope — X-ray Concentrator, розроблений у Росії) — діапазон жорсткого рентгенівського випромінювання (4–20 кеВ).

Абревіатура РГ означає «рентген-гамма», оскільки спочатку на телескопі планували встановити також обладнання для реєстрації гамма-спалахів. Однак надалі від цих планів відмовилися. 

## Учасники
Дані із Спектру-РГ мали розподілятися між російським ІКД РАН і німецьким інститутом позаземної фізики Товариства Макса Планка. Через ці дослідницькі центри отримана інформація мала стати доступною науковому товариству. Російська сторона мала отримувати 50% даних від eROSITA і 100% — від ART-XC.

### Росія
- Роскосмос
- НПО ім. Лавочкіна
- ІКД РАН
- РФЯЦ-ВНИИЭФ

Науковий керівник проєкту: Рашид Сюняєв, академік РАН.
Керівник робіт з корисного навантаження: Михайло Павлінський, заступник ІКД РАН.

### Німеччина
- Німецький аерокосмічний центр
- Інститут позаземної фізики Товариства Макса Планка

Науковий керівник програми eROSITA: Петер Предель.

### США
На льотному екземплярі ART-XC встановлені американські дзеркала, виготовлені в Центрі космічних польотів імені Маршалла (NASA).